# Zoisova palača
Zoisova palača je palača, ki stoji na prostoru med Bregom in Zoisovo cesto v Ljubljani. Ime je dobila po družini Zois, ki je bila dolgoletni lastnik palače.

## Zgodovina
Breg v Ljubljani je bilo do konca 16. stoletja pristanišče na Ljubljanici. Ob nabrežju so stale manjše hiše, ki so jih z leti podrli ali prezidali.
Palača je nastala v letih 1765 do 1793 s prezidavo treh samostojnih hiš, ki so bile v lasti barona Michelangela Zoisa, očeta Žige Zoisa, tako, da so stavbe dobile skupno pročelje, oblikovano v klasicističnemu slogu. Michelangelo je tako kupil dve večji in tri manjše hiše na Bregu in neposrednih ulicah ter nato še Bistriški dvor, cerkev sv. Lovrenca in del mestnega obzidja. V sklopu prenove oz. predelave je dal podreti cerkev in obzidje ter nato med seboj povezal tri največje hiše. Palača ima tudi osrednje dvorišče z vodnjakom. Zgradbo je po očetu leta 1777 podedoval Žiga Zois (1747-1819). Ob današnji Zoisovi cesti je dokupil obrambni zid kot tudi hišo bistriškega opata imenovan »Bistriški dvor«, ki ga je skupaj s cerkvijo sv. Lovrenca podrl, jarek zasul in zasadil drevesa. Na območju med današnjo Rimsko, Igriško in Prešernovo cesto je uredil botanični vrt. Skozi vrt je bil zasajen lipov drevored. Park je bil velik okoli 3 ha in je bil odprt za javnost. V botaničnem vrtu je bilo zasajenih 2500 dreves, precej tudi tujih, urejen je bil rastlinjak in postavljeni kipi. Zois ga je vzdrževal do leta 1809, ko ga je prodal trgovcu Seuniku, ta pa ga je za javnost zaprl.
V času lastništva Žige Zoisa je palača postala shajališče t. i. Zoisovega krožka in s tem središče intelektualno-družbene elite Ljubljane ter slovenskega prostora tistega časa. V njegovem času je bilo pritličje palače namenjeno trgovini, prvo nadstropje za skladišče in drugo nadstropje za bivalne prostore in Žigov kabinet s knjižnico ter zbirko mineralov.
Kljub temu, da je Žiga Zois želel ohraniti palačo kot kulturno središče, je bila pozneje privatizirana, tako da je danes palača večstanovanjska zgradba. Na današnji zgradbi na Žiga Zoisa spominjata njegova nagrobna plošča (sem prestavljena iz opuščenega pokopališča sv. Krištofa) in poprsni kip na pročelju stavbe.
V neposredni bližini palače se nahaja tudi Zoisova piramida.

## Arhitektura
Stavba je zgrajena okoli osrednjega dvorišča z vodnjakom. Pročelje palače je klasicistično in precej monotono, brez posebne dekoracije. V pritličju in v prvem nadstropju so bili prostori za trgovino in skladišča, v drugem nadstropju je imel baron Žiga Zois stanovanje, v katerem je bil tudi kabinet z bogato knjižnico z okoli 4000 knjigami in zbirko mineralov z okoli 5000 primerki.
Ob koncu 18. stoletja je bila obnovljena fasada in zgrajen kamnit vhodni portal obrnjen na Breg, na katerem je letnica 1798, ki ga je za stavbo mestnega skladišča izdelal Abondio Donino leta 1589, in ki je bil v 18. stoletju predelan. Sklepnik originalnega portala z mestnim grbom je sedaj vzidan levo od glavnega vhoda. Desno od vhodnih vrat je bronast doprsni kip Žige Zoisa, ki ga je izdelal Mirsad Begić. Na dvorišču palače je nagrobna plošča barona Žige Zoisa, ki so jo prestavili z opuščenega ljubljanskega pokopališča pri cerkvi sv. Krištofa.
Obnova fasade leta 1938 je zaradi debele plasti novega ometa pokvarila izgled, okenski okviri so pogreznjeni v steno in zato manj izraziti.
Zoisova palača je danes večstanovanjska hiša z manjšimi trgovinami v pritličju.